# Sun Tiantian
Sun Tiantian (født 12. oktober 1981 i He Nan, Kina) er en professionel tennisspiller fra Kina. 
Sun Tiantian højeste rangering på WTA single rangliste var som nummer 77, hvilket hun opnåede 19. marts 2007. I double er den bedste placering nummer 16, hvilket blev opnået 22. oktober 2007. 